# Владислав Барановський
Владислав Барановський (27 червня 1885, Львів — 1939, Париж) — польський журналіст і дипломат, член масонської ложі у Варшаві під час Другої Польської Республіки.

## Життєпис
Народився в сім'ї Мєчислава Титуса Барановського, львівського педагога та просвітницького діяча, і Джованні Ніне Заретін, італійського походження з Венеції. Завдяки матері він оволодів італійською та французькою мовами, що згодом було перевагою на дипломатичній службі. Батьки хотіли, щоб він здобув музичну освіту і став музикантом, як і інші члени родини. Закінчивши гімназію у Львові, він поїхав до Неаполя на музичну стипендію, потім після перебування в Парижі, де працював скрипалем в опереті, повернувся в країну (1907 р.), з відзнакою закінчив Краківську консерваторію і кілька років грав у симфонічному оркестрі в Кракові, а потім в оперному оркестрі міського театру у Львові. У 1910—1914 роках він вивчав польську літературу в Варшавському імператорському університеті, де зустрів Зофію Налковську, яка відіграла важливу роль у його приватному житті. У той час він писав політичні статті для «Газети Вецзорної» у Львові, літературні рецензії на варшавські «Літературно-мистецьке відлуння» та «Книги» та рецензії з варшавських театрів на «Тигодник Польський» та «Критика» у Кракові.
У серпні 1914 року він приєднався до легіонів, незабаром був поранений. Після лікування був призначений до Військового управління Вищого національного комітету (ВНК). У жовтні 1914 р. він запропонував Станіславу Коту, голові прес-служби Департаменту, проект розвитку пропаганди незалежності в нейтральних країнах, насамперед в Італії (яка залишалася нейтральною до 1915 р.). Проект був затверджений Міхалом Сокольницьким та затверджений Президією ВНК. ВНК створив штаб-квартиру для іноземних представництв у Рапперсвілі, а на початку 1915 року Барановський був відправлений до Італії в якості делегата ВНК. До вересня 1915 р. він керував інформаційним агентством у Мілані, редагував журнал Ecca della Stampa Polacca та організовував Comitati per la Polonia (польські комітети за Польщу) у Мілані, Турині, Флоренції та Генуї.
У вересні 1915 р. переїхав до Швейцарії, був керівником прес-служби ВНК у Берні, а потім до грудня 1916 р. директором польського прес-бюро в Берні — прес-агентства, що входить до Бернської місії ВНК.
У грудні 1916 року після особистої розмови з Юзефом Пілсудським (20 грудня 1916 р.) був призначений особистим емісаром Пілсудського та помічником у його закордонних діях. З 1917 року був послом Юзефа Пілсудського та партій незалежності у Швейцарії, керував прес-службою Польщі в Женеві та редагував журнал L'Echo de Varsovie.
Після відновлення незалежності він вступив до польської дипломатичної служби. 1 грудня 1918 р. він став канцеляристом у польському посольстві у Швейцарії, потім радником посольства Республіки Польща в Берні, що діяло з 16 лютого 1919 року. Місяцем раніше він був призначений главою держави до складу Польського національного комітету в Парижі, який був польською делегацією на Паризькій мирній конференції. 30 травня 1919 р. він став радником польської місії в Римі. У серпні 1920 р. він повернувся до Варшави, його призначили керівником представництва закордонної пропаганди при Президії Ради Міністрів.
Він організував, серед іншого прес-кампанію у Франції перед офіційним візитом Юзефа Пілсудського до Парижа у лютому 1921 року для укладення польсько-французького союзу. З 20 квітня 1921 р. він був послом Республіки Польща в Османській імперії в Константинополі (уряд султана), місію виконував до квітня 1923 року.
1 грудня 1923 року під час особистої чистки, яку провели міністр закордонних справ Маріан Сейда та його наступник Роман Дмовський, їх рішенням його було усунено з Міністерства закордонних справ. Після звернення до Адміністративного трибуналу він повернувся до дипломатичної служби і був призначений послом в Болгарії зі званням повноважного міністра. Він керував Посольством у Софії з 13 травня 1925 по 27 червня 1930 р. В кінці червня 1930 року його призначили послом Республіки Польща в Тегерані, але він відмовився від посади. Після звільнення з Софії працював у штабі Міністерства закордонних справ до 1931 року.
У вересні 1939 р. він переніс архіви Великої національної ложі Польщі до Парижу. Він помер у Парижі наприкінці 1939 року, ймовірно покінчив життя самогубством.

## Автор спогадів
- Rozmowy z Piłsudskim, Warszawa 1938